# Нотхельм (король Суссекса)
Нотхельм (англ. Nothhelm), также известный как Нунна (англ. Nunna; умер после 714) — король Суссекса примерно в 692—714 годах. Возможно, управлял западной частью королевства — областью вокруг Селси и Чичестера.

## Биография
История королевства Суссекс известна очень плохо. Примерно в 686 году оно было завоёвано королём Уэссекса Кэдваллой, после чего на несколько лет оказалось под управлением западных саксов. Но в 692 году в качестве короля Суссекса упоминается некий Нотхельм, который, вероятно, был одним лицом с королём по имени Нунна, который упоминается в «Англосаксонской хронике» в 710 году, когда принимал участие в нападении короля Уэссекса Ине на Корнуолл. 
«Англосаксонская хроника» называет Нунну родственником короля Ине; вероятно, он признавал его верховную власть. Как считает С. Келли, правители Уэссекса после завоевания Суссекса назначали его королей.
Сохранилось несколько хартий, данных Нотхельмом. 2 из них, датированные 692 годом, заверены королём Ваттом, а одна из поздних хартий, датированная 714 годом, засвидетельствована королём по имени Этельстан. С. Келли полагает, что либо они были соправителями Нотхельма (причём он был, вероятно, старшим из правителей), либо Суссекс в этот период был разделён на несколько частей. В последнем случае, Нотхельм, скорее всего, управлял западной частью Суссекса (с землями вокруг Селси и Чичестера). В Восточном же Суссексе мог управлять сначала Ватт (примерно до 700 года), а затем Этельстан. Высказывалось предположение, что Ватт мог быть королём в области вокруг Гастингса, однако доказательств этого не существует.
Согласно хартии, датированной 692 годом, у Нотхельма была сестра по имени Нотгит (англ. Nothgyth), которой он передал земли для основания монастыря.
Последний раз имя Нотхельма (Нунны) упоминается хартии, которая датируется 714 годом, однако в настоящее время считается, что правильная датировка — между 717 и 724 годами. В ней он высказывает пожелание, чтобы его тело было похоронено в аббатстве Селси. Вероятно, Нотхельм управлял какое-то время после этого. По сообщению «Англосаксонской хроники», в 722 и 725 годах король Ине предпринимал походы в Суссекс, где нашёл пристанище восставший против него принц Элдберт, однако кто в этот период был правителем в этом королевстве не называется. Достоверно известно, что после 733 года королём в Суссексе был Этельберт.